# Anomalepis colombia
Espèce
Anomalepis colombia est une espèce de serpents de la famille des Anomalepididae. 

## Répartition
Cette espèce est endémique du département de Caldas en Colombie.

## Description
L'holotype de Anomalepis colombia mesure 171 mm dont 2,5 mm pour la queue et son diamètre est d'environ 3,5 mm. Cette espèce présente une coloration générale brun clair tant sur le dos que sur la face ventrale. Ses écailles sont bordées de clair.

## Étymologie
Son nom d'espèce lui a été donné en référence au lieu de sa découverte.

## Publication originale
- Marx, 1953 : A new worm snake from Colombia, genus Anomalepis. Fieldiana Zoology, vol. 34, n. 17, p. 197-198 (texte intégral).